# Lutosa cubaensis
Lutosa cubaensis är en insektsart som först beskrevs av Wilhem de Haan 1842.  Lutosa cubaensis ingår i släktet Lutosa och familjen Anostostomatidae. Inga underarter finns listade i Catalogue of Life.